# Stanley Roman

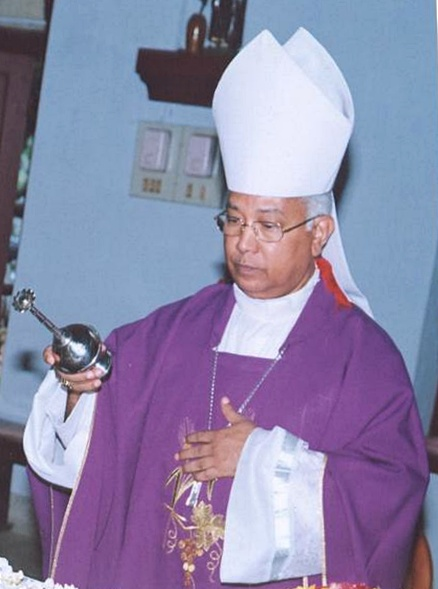
Bischof Stanley Roman, 2007

Stanley Roman (* 4. Juni 1941 in Punalur, Kerala, Indien) ist ein indischer Geistlicher und emeritierter römisch-katholischer Bischof von Quilon.

## Leben
Stanley Roman empfing am 16. Dezember 1966 das Sakrament der Priesterweihe.
Am 16. Oktober 2001 ernannte ihn Papst Johannes Paul II. zum Bischof von Quilon. Der emeritierte Bischof von Quilon, Joseph Gabriel Fernandez, spendete ihm am 16. Dezember desselben Jahres die Bischofsweihe; Mitkonsekratoren waren der Erzbischof von Trivandrum, Maria Callist Soosa Pakiam, und der Bischof von Punalur, Mathias Kappil.
Papst Franziskus nahm am 18. April 2018 seinen altersbedingten Rücktritt an.